# Susanville
|  | Per a altres significats, vegeu «ranxeria índia Susanville». |

Susanville és una ciutat i seu del Comtat de Lassen a l'estat de Califòrnia dels Estats Units d'Amèrica.

## Demografia
Segons el cens del 2009 Susanville tenia 16.324 habitants. Segons el cens del 2000 tenia 13.541 habitants, 3.516 habitatges, i 2.250 famílies. La densitat de població era de 886,1 habitants/km².
Dels 3.516 habitatges en un 37,4% hi vivien nens de menys de 18 anys, en un 46,4% hi vivien parelles casades, en un 13,2% dones solteres, i en un 36% no eren unitats familiars. En el 29,9% dels habitatges hi vivien persones soles el 10,7% de les quals corresponia a persones de 65 anys o més que vivien soles. El nombre mitjà de persones vivint en cada habitatge era de 2,49 i el nombre mitjà de persones que vivien en cada família era de 3,1.
Per edats la població es repartia de la següent manera: un 20% tenia menys de 18 anys, un 13,6% entre 18 i 24, un 41,5% entre 25 i 44, un 17,1% de 45 a 60 i un 7,7% 65 anys o més.
L'edat mediana era de 32 anys. Per cada 100 dones de 18 o més anys hi havia 231,6 homes.
La renda mediana per habitatge era de 35.675 $ i la renda mediana per família de 45.216 $. Els homes tenien una renda mediana de 29.973 $ mentre que les dones 27.044 $. La renda per capita de la població era de 13.238 $. Entorn de l'11% de les famílies i el 14,3% de la població estaven per davall del llindar de pobresa.

## Poblacions properes
El següent diagrama mostra les poblacions més properes.